# Nikolaj Aleksander Vlaški
Nikolaj Aleksander (romunsko Nicolae Alexandru) je bil vlaški knez, ki je vladal od leta 1352 do novembra 1364. Pred tem je bil sovladar svojega očeta očeta Basaraba I., * ni znano, † 16. november 1364. 

## Vladanje
Leta 1359 je ustanovil Ogrsko-vlaško pravoslavno metropolijo. 
Po začetnem upiranju, da bi Vlaška postala vazalna država Ogrskega kraljestva, je leta 1354 popustil pritisku  Ludvika I. Ogrskega, priznal pravico, da rimskokatoliška cerkev v kneževini ustanavlja svoje misijone, in privilegije saških trgovcev iz Braşova na tranzit blaga preko vlaškega ozemlja brez plačila dajatev. V zameno je leta 1355 dobil Severin.

## Družina
Poročen je bil trikrat. Z drugo ženo, katoliško ogrsko plemkinjo Kláro Dobokay, je imel tudi:
- Vladislava Vlaicuja, vlaškega kneza,
- Raduja I., vlaškega kneza,
- Ano Vlaško, poročeno z bolgarskim carjem Ivanom Stracimirjem, ki je bila mati carja Konstantina II. Bolgarskega in bosanske kraljice Doroteje.
- Anko Vlaško, poročena s srbskim cesarjem Stefanom Urošem V..

## Sklic
1. ↑  Czamańska, Ilona (1996). Mołdawia i Wołoszczyzna wobec Polski, Węgier i Turcji w XIV i XV wieku. Poznań: Wydawnictwo Naukowe UAM. str. 197. ISBN 83-232-0733-X.

## Vira
- Constantin C. Giurescu. Istoria Românilor, vol. I, Ed. ALL Educațional, București, 2003.
- Daniel Barbu. Sur le double nom du prince de Valachie Nicolas-Alexandre. Revue Roumaine d’Histoire XXV, no. 4, 1986.

| Nikolaj Aleksander Vlaški Rojen: ni znano Umrl: 16. november 1364 |                        |                         |
| Vladarski nazivi                                                  |                        |                         |
| Predhodnik: Basarab I.                                            | Vlaški knez 1352 –1364 | Naslednik: Vladislav I. |